# Aventinum

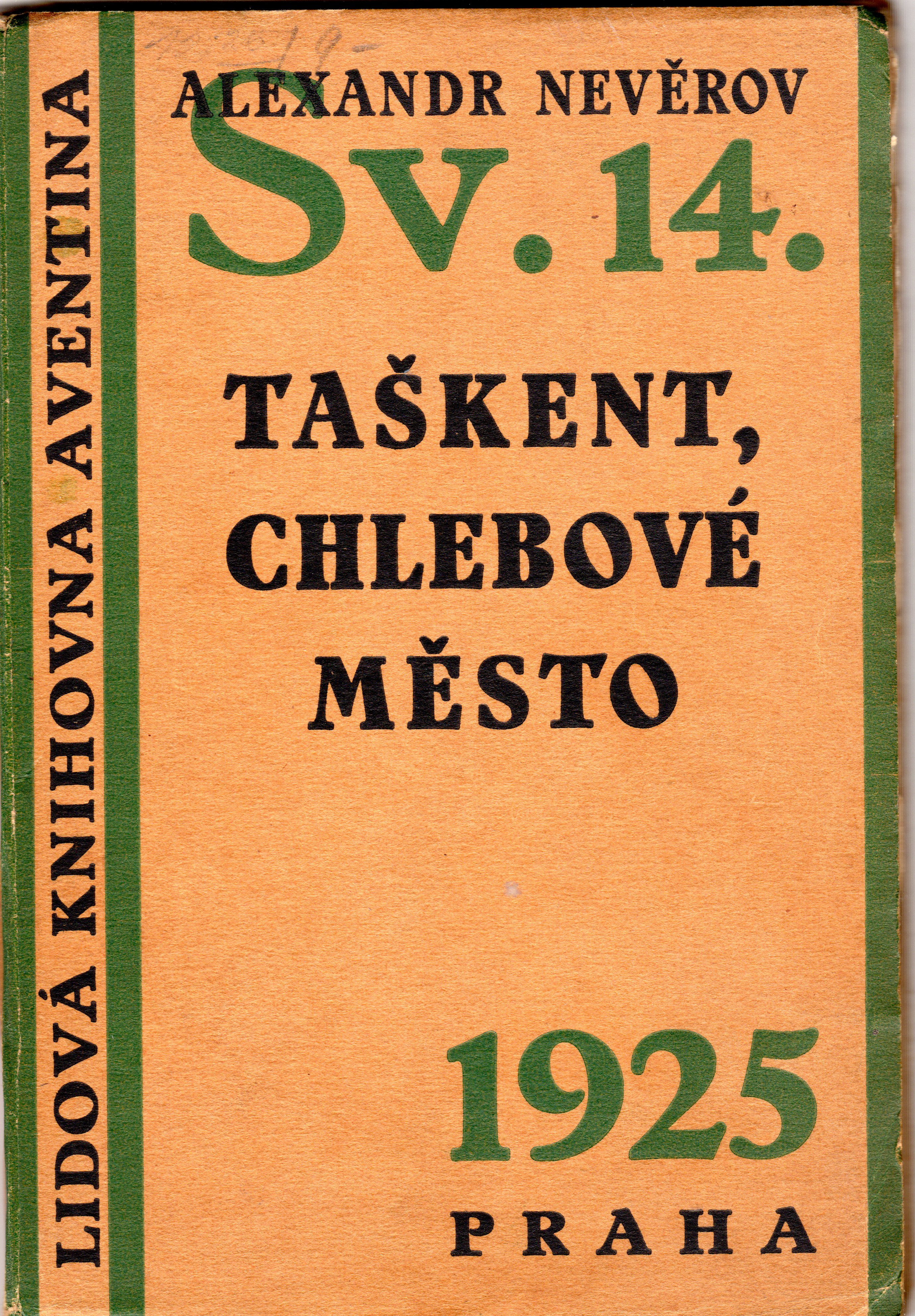
Aventinum, Lidová knihovna, knižní obálka 1925

Aventinum bylo české nakladatelství a vydavatelství, založené Otakarem Štorchem-Marienem, působící v letech 1919–1934; obnoveno bylo v období 1945–1949.

## Název a symbol Aventina
Název Aventinum připomínal českého renezančního tiskaře a typografa 16. století Jiřího Melantricha z Aventina. Současně odkazoval na pahorek Aventinum v Římě, kde stávala od roku 37 př. n. l. první veřejná knihovna.
Nakladatelskou značku Aventina tvořilo písmeno „A“. S časem se jeho forma měnila tak, jak ji vytvářeli přední výtvarníci té doby jako František Muzika, Josef Čapek, Josef Šíma nebo Jan Zrzavý a další. Pokud byl tentýž titul vydán znovu, mohl být vytištěn s odlišnou nakladatelskou značkou. Zatímco např. značka Jana Zrzavého vytváří dojem větví s lístečky, Josef Čapek navrhl písmeno „A“ jako ostře řezaný trojúhelník.

## Historie

### Vznik a počáteční období (1919 – únor 1927)

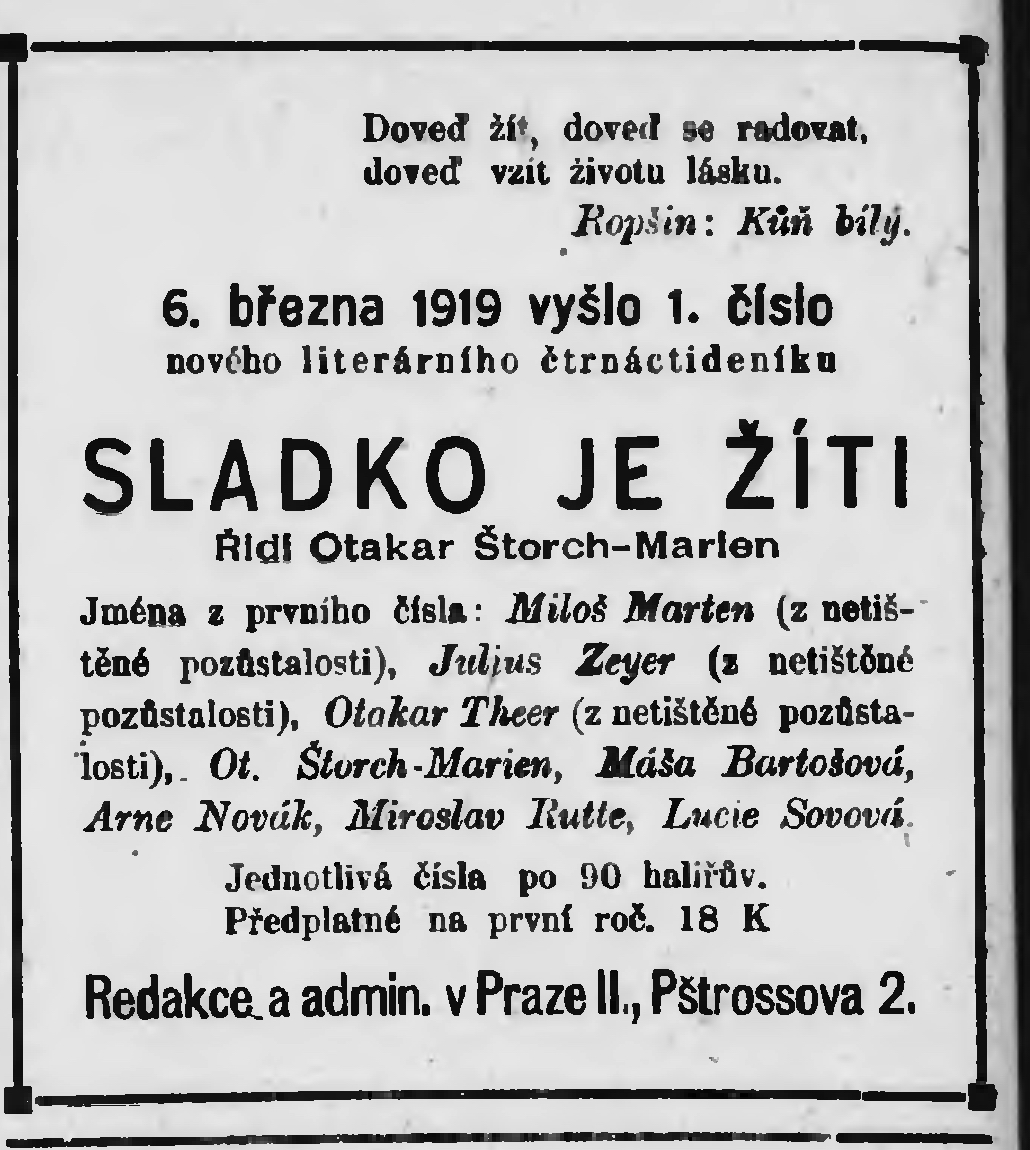
Aventinum, Sladko je žíti, reklama v denním tisku, 1919

Nakladatelství Aventinum založil tehdy dvaadvacetiletý student Otakar Štorch-Marien (1897–1974). Kapitál 100 000 Kč získal od svého otce. Nakladatelství působilo postupně na čtyřech pražských adresách, než se definitivně usídlilo v prestižním sídle v Purkyňově ulici.
V letech 1919–1920 vydával Štorch-Marien nejprve literární čtrnáctideník Sladko je žíti.  Jako první aventinská kniha z roku 1919 je uváděna Dolfa (autor Jaroslav Maria – truchlohra o nevěstce o třech dějstvích).
V knižní produkci se Otakar Štorch-Marien zpočátku zaměřoval na bibliofilské výtisky prací svých vrstevníků. V roce 1919 také v Aventinu vydal své verše Vzkázání mojí milé
Od svého vzniku do roku 1925 vydalo nakladatelství Aventinum sto svazků. Od září 1925 začal vycházet časopis Rozpravy Aventina s podnázvem Měsíční list pro kulturu, umění, kritiku a zvláště literaturu; od září 1926 vycházely Rozpravy jako čtrnáctideník a od září 1928 jako týdeník.

### Vrcholné období (březen 1927 – září 1931)
Za počátek vrcholného období nakladatelství Aventinum je možno považovat jeho přestěhování do pronajatého Zedwitzovského paláce v pražské Purkyňově ulici. Nakladatelství získalo vhodné prodejní a redakční prostory a v podkroví mohlo vybudovat reprezentační výstavní síň a čítárnu s prodejnou. Ta dostala název Aventinská mansarda a stala se významným pražským kulturním a výstavním centrem.
V roce 1928 si Aventinum pronajalo část suterénu ve vedlejší budově (Purkyňova 2) a v roce 1930 v téže budově otevřelo reprezentativní Aventinské knihkupectví.
Aktivity nakladatelství Aventinum byly rozsáhlé, od vydávání časopisů, přes základní činnost – vydávání knih, pořádání výstav moderního umění až po film a založení filmové společnosti.

### Zánik prvního Aventina

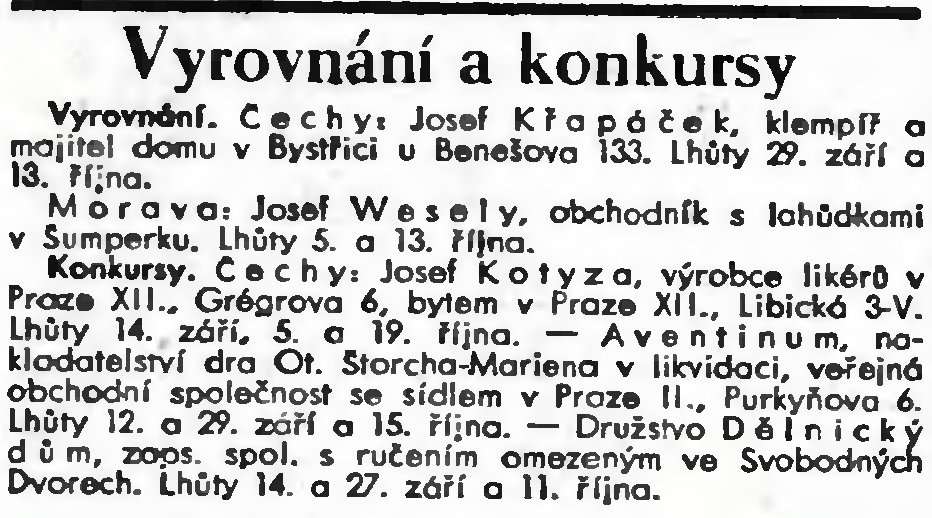
Aventinum, oznámení o konkurzu, Lidové noviny 6.9.1934

Otakar Štorch-Marien označuje umisťuje počátek obtíží k počátku sezóny 1931–1932. V září 1931 byl omezen rozsah i obsah Rozprav Aventina. Vymizely karikatury a zmizel román na pokračování; cena jednoho výtisku ale byla snížena. Koncem září 1931 byla též uzavřena Aventinská mansarda a prostory byly využity pro účetní a upomínkovou činnost.
Hlavním věřitelem Aventina byla firma Oskar Stein, která obchodovala s papírem. Ta vyvolala v listopadu 1931 exekuci, která vedla k zabavování knih a majetku Aventina.
Aktiva Aventina v roce 1931 sice dosahovala přes 38 000 000 Kč, z toho ale představovaly 35 000 000 Kč neprodané knihy. Naopak Aventinum dlužilo dodavatelům a finančním institucím 7 000 000 Kč. Otakar Štorch-Marien podrobně popsal finanční situaci a problémy let 1931–1934 ve třetím díle svých pamětí. 
Různá opatření měla zamezit nebo oddálit úpadek Aventina. V lednu 1933 bylo uzavřeno knihkupectví v Purkyňově ulici 2, v září 1933 opustilo Aventinum Zedwitzovský palác a přestěhovalo se do pražské Revoluční ulice. Na tři čtvrti roku bylo v roce zastaveno vydávání Rozprav Aventina; jejich vydávání bylo ukončeno číslem 15 z 5. června 1934 (v tiráži tohoto čísla je ještě uvedena informace o předplatném).
Na podzim 1934 byl na Aventinum vyhlášen obchodním soudem konkurs. 

#### Rozchod Aventina a bratří Čapků
Součástí zániku Aventina byl v období 1931–1932 jeho rozchod s nejvýznamnějšími kmenovými autory – bratry Čapky. Jak později napsal ve svých memoárech Julius Firt, tehdy ředitel firmy Borový, při jednáních o možné fúzi Aventina s Borovým vyšlo najevo, že Štorch-Marien zatajil bratřím Čapkům část prodaného nákladu. V důsledku toho 17. června 1931 odeslali oba bratři Otakaru Štorchu-Marienovi dopis, ve kterém se praví: „Podle smlouvy máte nám dávat vyúčtování i honoráře každého čtvrtletí. Nebude-li první čtvrtletí vyrovnáno do týdne (29. t. m.), budeme to považovat nejen za porušení, nýbrž za rozvázání naší smlouvy, následkem čehož se cítíme volni uzavřít ihned smlouvu jinou.“
Julius Firt k tomu ještě v roce 1939 napsal, že Karel Čapek podnikl mnoho kroků k záchraně Aventina a že odešel až tehdy, když přestal věřit na jeho obrodu. Podle Fürtha byla ještě první kniha u Borového Devatero pohádek a ještě jedna od Josefa Čapka jako přívažek vytištěna (na podzim 1931) jako dílo nakladatelů Aventinum-Borový; to se stalo na pokyn Karla Čapka pro případ, že by se ještě Aventinum podařilo zachránit.
Karel Čapek pak poskytl Borovému půjčku, aby mohl být od Aventina koupen sklad publikací bratří Čapků, a tím se stal tichým společníkem firmy Borový.

### Poválečné období a druhý zánik Aventina
Otakar Štorch-Marien obnovil Aventinum v prosinci 1945; podařilo se mu též vrátit nakladatelství na původní adresu Purkyňova 2. Toto soukromé nakladatelství však bylo zrušeno v březnu 1949, v souvislosti s vydáním Zákona 94/1949 Sb. o vydávání a rozšiřování knih, hudebnin a jiných neperiodických publikací.

### Současné Aventinum
Aventinum nakladatelství, s.r.o. bylo zapsáno do Obchodního rejstříku 19. června 1992.

## Nejvýznamnější autoři Aventina

### Bratři Čapkové
Karel Čapek a Josef Čapek patřili od založení Aventina k jeho nejvýznamnějším autorům. Dále jsou uvedena pouze první vydání knih bratří Čapků v Aventinu:
- Bratři Čapkové: Ze života hmyzu (1921), Lásky hra osudná (1922), Zářivé hlubiny (1924), Jak vzniká divadelní hra a průvodce po zákulisí (1925). Krakonošova zahrada (1926)
- Karel Čapek: Loupežník (1920), R.U.R. (1920), Trapné povídky (1920), Věc Makropulos (1922), Italské listy (1923), Anglické listy (1924), Boží muka (1924), Krakatit (1924), Anglické listy (1925), O nejbližších věcech (1925), Skandální aféra Josefa Holouška (1927), Hovory s TGM, Věk mladosti (1929), Kritika slov (1929), Povídky z jedné kapsy (1929), Zahradníkův rok (1929), Výlet do Španěl (1930), Marsyas čili Na okraj literatury (1931), Apokryfy (1932), Dášeňka čili život štěněte (1932)
- Josef Čapek: Nejskromnější umění (1920), Málo o mnohém (1923), Země mnoha jmen (1923), Umělý člověk (1924), Ledacos (1929), Povídání o pejskovi a kočičce (1929), Stín kapradiny (1930)

V Aventinu vydávala svá díla i sestra bratří Čapků Helena.
- Helena Čapková: Malé děvče (1920), Kolébka (1922), O živé lásce (1924)

Olga Scheinpflugová a Karel Scheinpflug tiskli do roku 1932 část svých děl v Aventinu; po rozchodu bratří Čapků s tímto nakladatelstvím přešli do jiných nakladatelských domů (Olga Scheinpflugová k Františku Borovému a Karel Scheinpflug k Josefu R. Vilímkovi).

### Další autoři
Mezi české autory, které Aventinum vydávalo nejčastěji, patřili Jaroslav Durych, Jiří Karásek ze Lvovic, František Langer, Josef Svatopluk Machar, Antonín Sova, Josef Karel Šlejhar, Otakar Štorch-Marien, Otakar Theer aj.

### Překladová literatura
Aventinum se zaměřovalo především na původní českou literaturu. Nicméně vydalo přes 350 svazků překladů. Otakar Štorch-Marien uvedl v Aventinu na český trh překladová díla dnes již klasických autorů, jako:
- Ilja Grigorjevič Erenburg: Dýmky (1924)
- Herbert George Wells: Válka světů (1925)
- Sven Hedin: Zaváté stopy (1926)
- Heinrich Mann: Profesor Neřád (1930)
- John Galsworthy: Sága rodu Forsytů (1931)
- Jean Cocteau: Hrozné děti (1931)
- Bertrand Russell: Manželství a mravnost (1931)
- Sinclair Lewis: Továrník Dodsworth (1931)

## Knižní edice
Nakladatelství Aventinum seskupovalo vydávané knihy do tzv. edic:
- Aventinská knihovna klasiků (1931, patnáctisvazkové dílo Gustava Flauberta; k vydání souborného Stendalova díla již nedošlo)
- Aventinum dětem (1929–1930, mj. Povídání o pejskovi a kočičce Josefa Čapka)
- Collectio Plantin (1930–1931, bibliofilská edice)
- Collection tchèque Aventinum (1928–1930, francouzské překlady českých autorů – Turbina K. M. Čapka-Choda, Žalář nejtemnější Ivana Olbrachta, Anglické listy Karla Čapka a Žasnoucí voják Fráni Šrámka)
- Deset aventinských románů (1930–1931, sešitová vydání, např. Vladislav Vančura: Hrdelní pře aneb Přísloví)
- Edice Aventinum (1919–1934, rozmanité tituly včetně bibliofilí, které nebyly zařazeny do jiných edic)
- Knihovna lidových románů Aventina (1924, dva svazky Václava Klimenta Klicpery)
- Knihovna naučných spisů Aventina (1925–1933, zejména pětisvazkové Dějiny umění od Elie Faure, Zeměpis světa aj.)
- Knihovna životní moudrosti (1931–1932, např. Česká přísloví)
- Knihy dnešku (1921–1931, překladová edice, převážně z francouzštiny)
- Lidová knihovna Aventina (od 1924, zejména Karel a Josef Čapkovi, Olga Scheinpflugová, ale i překlady)
- Miscelanea Privata (1925–1930, díla současných výtvarníků, většinou doprovázené verši)
- Monumenta Bohemiae Artis historica (1930, vyšel jediný svazek – Malíři královny Alžběty – studie o vzniku české školy malířské 14. století)
- Musaion, knihovna výtvarných publikací (1920–1928, monografie současných umělců)
- Plutarchos (1931–1932, monografie osobností jako Voltaire)
- Románová knihovna Aventina (1923–1931, překladová díla zaměřená na ženy a dívky)
- Standard Library – Anglo-americká knihovna Aventina (1926–1933, moderní anglosaska literatura – John Galsworthy, Sinclair Lewis aj.)

## Časopisecká činnost

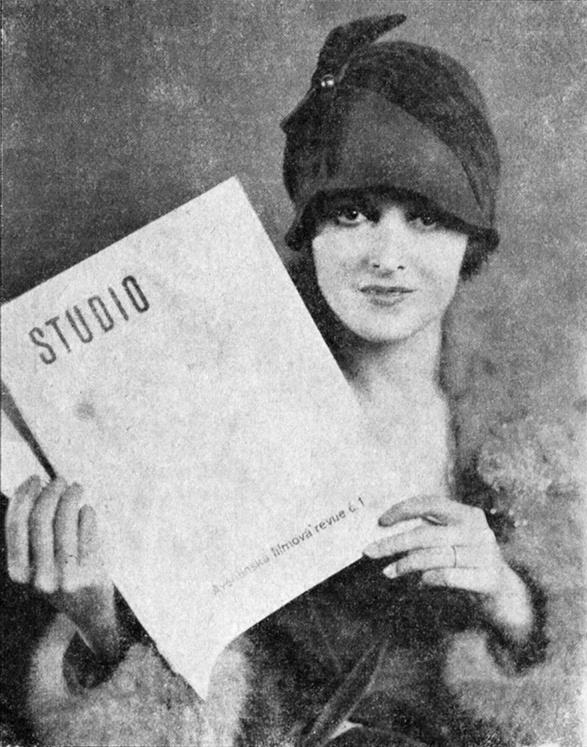
Holywoodská hvězda Mary Astor pózuje s prvním číslem časopisu Studio (rok 1928)

Aventinum vydávalo v jednotlivých obdobích tyto časopisy:
- Sladko je žít (1919–1920, první časopis Aventina)
- Lípa, měsíčník pro poesii, život kulturní a sociální (1920)
- Rozpravy Aventina, měsíčník (později čtrnáctideník a týdeník) pro literaturu, kulturu, umění a kritiku (1925–1934, dostupné online, viz Literatura)
- Filosofie, revue pro moderní filosofické otázky života (1927–1929, cíl: pěstovat filosofii jako všelidské hledání smyslu života)
- Nové směry, kreslířská revue (1927–1932, moderní kreslířský časopis)
- Musaion, revue pro moderní umění domácí i cizí (1929–1931, moderní umění, architektura, sochařství)
- Gentleman, revue moderního muže (1929–1930, sport, automobilismus, tenis)
- Aventinský magazín (1930–1932, pokračovatel časopisu Gentleman)
- Klíč (1931–1932, revue pro hudbu)
- Studio, měsíční revue pro filmové umění (1929–1932)

## Výtvarná složka publikací Aventina
Mezi nejvýznamnější tvůrce obálek knih vydávaných Aventinem patřili Josef Čapek a František Muzika. František Muzika též řídil výtvarnou složku výstavní síně Aventinská mansarda a podílel se i na tvorbě časopisu Rozpravy Aventina.
Adolf Hoffmeister se nejen podílel na výzdobě knih Aventina (Ilja Erenburg: 10 HP), ale zejména vytvářel karikatury pro Rozpravy Aventina. Obálky a ilustrace tvořili i další významní umělci, jako Jan Zrzavý, Emil Filla a Vratislav Hugo Brunner.
Umělci blízcí Aventinu vystavovali svá díla ve výstavní síni Aventinská mansarda.

## Zajímavost
První kniha vydaná Aventinem v roce 1919, divadelní hra Dolfa Jaroslava Marii byla v roce vydání (1919) též uvedena dnešním Vinohradským divadlem. Hanuš Jelínek v Národní politice o hře praví, že „…bylo by bývalo lépe ji nechati odpočívati“. Divadelní provedení zkritizoval a označil představení za „pochybný experiment“.